# Igino (nome)
Igino  è un nome proprio di persona italiano maschile.

## Varianti
- Maschili: Iginio
- Femminili: Igina, Iginia[1]

### Varianti in altre lingue
- Catalano: Higini[2]
- Greco antico: ‘Υγινος (Hyginos)[2]
- Latino: Hyginus[2]
- Spagnolo: Higinio

## Origine e diffusione
Deriva dal nome greco ‘Υγινος (Hyginos), latinizzato nella forma Hyginus; si basa su ‘υγιεινος (hygieinos), che vuol dire "sano". Il significato può quindi essere interpretato come "prospero", "integro", "fausto", lo stesso di Zdravko e Ken.

## Onomastico
L'onomastico viene festeggiato l'11 gennaio in ricordo di sant'Igino, nono Papa della storia. Si attribuisce a lui l'istituzione della figura del padrino e della madrina nel Battesimo. Inoltre ideò le gerarchie ecclesiastiche e permise che le chiese fossero dedicate ai santi. Si ricorda con questo nome anche sant'Igino, vescovo di Ginevra, l'11 maggio.

## Persone

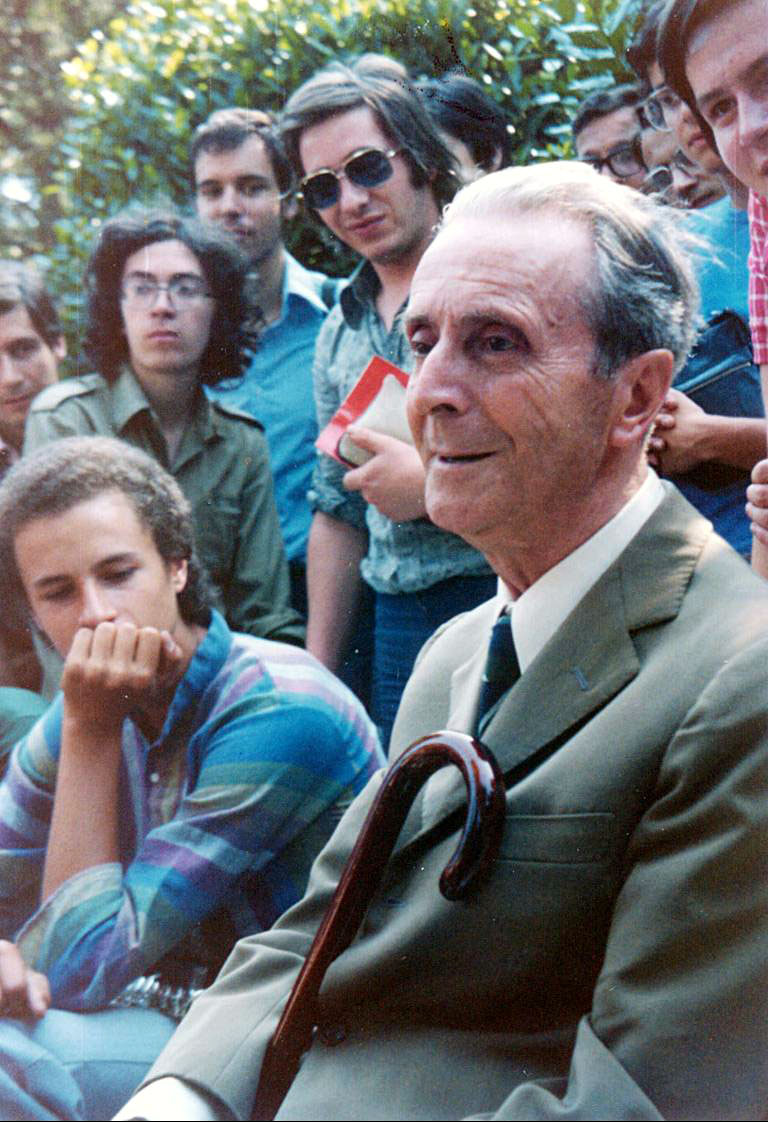
Igino Giordani

- Gaio Giulio Igino (64 a.C. circa – 17), grammatico e bibliotecario dell'Impero romano.
- Igino (II secolo-III secolo d.C.), mitografo romano.
- Igino Gromatico (II secolo), scrittore e agrimensore romano
- Pseudo-Igino, il Tattico, anonimo autore del De munitionibus castrorum (III secolo)
- Igino Balducci, poeta e scrittore italiano
- Igino Balestra, calciatore italiano
- Igino Canavari, agronomo e geologo italiano
- Igino Cocchi, geologo e paleontologo italiano
- Igino Coffari, prefetto e politico italiano
- Igino Ghisellini, politico italiano
- Igino Giordani, scrittore, giornalista e politico italiano
- Igino Lega, gesuita e militare italiano
- Igino Righetti, avvocato italiano
- Igino Sderci, liutaio italiano
- Igino Maria Serci Vaquer, vescovo cattolico italiano

### Variante Iginio

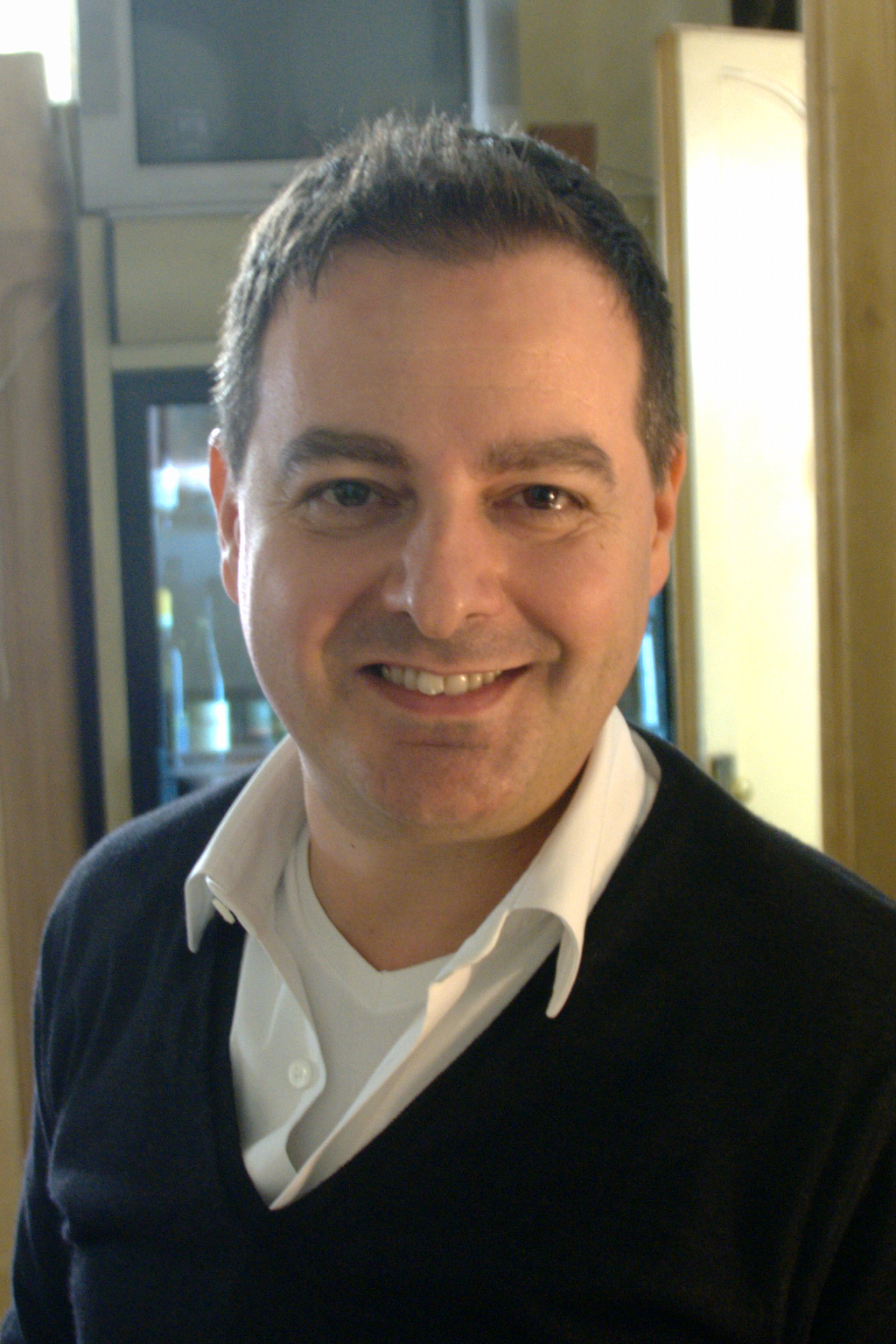
Iginio Straffi

- Iginio Ugo Faralli, diplomatico italiano
- Iginio Massari, pasticcere e personaggio televisivo italiano.
- Iginio Straffi, regista, produttore televisivo e animatore italiano
- Iginio Rogger, presbitero e storico italiano
- Iginio Ugo Tarchetti, scrittore, poeta e giornalista italiano

### Variante Higinio
- Higinio Anglés, musicologo e sacerdote spagnolo
- Higinio Morínigo Martínez, militare e politico paraguaiano
- Higinio Ortúzar, calciatore cileno naturalizzato spagnolo
- Higinio Uriarte, politico paraguaiano